# Rodolfo Amando Philippi

Rodolfo Amando Philippi.

Rodolfo Amando (eller Rudolph Amandus) Philippi, född 14 september 1808, död den 23 juli 1904, var en tysk-chilensk paleontolog och zoolog.
Han blev inbjuden till Chile av sin bror Bernhard Eunom Philippi som arbetade för regeringen där. Han flyttade till Santiago i Chile 1851. Där blev han professor i botanik och zoologi och chef för naturhistoriska museet och var en regelbunden samarbetspartner med Christian Ludwig Landbeck.  
Han gjorde undersökningar på olika ställen på chilensk mark, främst i Atacamaöknen och i området för den tyska kolonisationen, mellan Valdivia och Lago Llanquihue. Av dessa märks framförallt de upptäckter han gjorde tillsammans med sina forskningsvänner Carl Ochsenius och Guillermo Döll. I staden Valdivia, utsågs han till rektor i Liceo de Hombres (”Gymnasiet för män”) 1852.
När den svenska ångfregatten HMS Vanadis kom till Chile under Vanadis världsomsegling besökte Hjalmar Stolpe museet i Santiago och träffade där Philippi som hjälpte Stolpe med sitt insamlingsarbete för ett blivande etnografiskt museum i Stockholm.
Museo de la Exploración Rudolph Amandus Philippi i Valdivia har fått sitt namn efter honom.